# Curvelo (tiểu vùng)
Curvelo là một tiểu vùng thuộc bang Minas Gerais, Brasil. Tiều vùng này có diện tích 13749 km², dân số năm 2007 là 143047 người.